# Nesticus carpaticus
Nesticus carpaticus là một loài nhện trong họ Nesticidae.
Loài này thuộc chi Nesticus. Nesticus carpaticus được miêu tả năm 1979 bởi Dumitrescu.